# Prenafeta
Prenafeta es una localidad española del municipio de Montblanch, perteneciente a la provincia de Tarragona, en la comunidad autónoma de Cataluña.

## Historia
A mediados del siglo XIX, el lugar, por entonces dependiente del ayuntamiento de Figuerola del Camp, tenía contabilizada una población de 139 habitantes. Aparece descrito en el decimotercer volumen del Diccionario geográfico-estadístico-histórico de España y sus posesiones de Ultramar de Pascual Madoz de la siguiente manera:

PRENAFETA: l. en la prov. y dióc. de Tarragona (4 leg.), part. jud. de Montblanch (1/2), aud. terr., c. g. de Barcelona (14), ayunt. de Figarola del part. de Valls. sit. en el declive de una sierra, próximo á un torrente, con buena ventilacion, y clima templado y sano. Tiene 35 casas, y una igl. parr. (La Transfiguracion del Señor) aneja de la de Figarola, servida por un vicario. El térm. confina N. Barbará; E. Figarola, Miramar y Valls; S. Lilla, y O. Montblanch. El terreno es de buena calidad en general, le cruza un barrando de curso perenne en invierno, y un camino de herradura que comunica el campo de Tarragona con la conca de Barberá. prod., trigo, vino, cebada, poco aceite, almendras y patatas; cria caza de conejos, liebres y perdices. ind.: un molino de aceite, y fabricacion de aguardiente. pobl.: 25 vec., 139 alm. cap. imp. 102,521. contr.: el 13,72 por 100 de esta riqueza.
(Madoz, 1849, p. 213)

En 2023 la entidad singular de población de Prenafeta, perteneciente al municipio de Montblanch, tenía empadronados 76	 habitantes.